# Gayl Jones
Gayl Jones (Lexington, 23 novembre 1949) è una scrittrice, poetessa e drammaturga statunitense.

## Biografia
Dopo aver vinto il Frances Steloff Award for Fiction mentre frequentava il Connecticut College, si laurea con un master in scrittura creativa alla Brown University. Lo stesso anno, pubblica il suo primo libro, Corregidora. Da quando ha lasciato il lavoro di professoressa alla University of Michigan, ha tenuto privata la sua vita, in modo da potersi concentrare di più sulle sue opere. I suoi scritti sono conservati al Howard Gotlieb Archival Research Center della Boston University.

## Opere

### Romanzi e racconti
- Corregidora, romanzo, 1975.
- Eva's Man, romanzo, 1976.
- White Rat, racconti, 1977.
- The Healing, romanzo, 1998.
- Mosquito, romanzo, 1999.
- Palmares, romanzo, 2021

### Poesie
- Song for Anninho, 1981.
- The Hermit-Woman, 1983.
- Xarque and Other Poems, 1985.

### Testi teatrali e miscellanea
- Chile Woman, testo teatrale, 1974.
- Liberating Voices: Oral Tradition in African American Literature, critica, 1991.